# 中島詩織
中島 詩織（なかじま しおり、女性、1988年7月12日 - ）は、東京都出身のフットサル選手。立川・府中アスレティックFCレディース所属。2013年からフットサル日本女子代表（なでしこ5）主将。ポジションはFP（ピヴォ）。身長171cm。慶應義塾大学出身。

## 経歴

### クラブ
2000年にはサッカーと並行してFUN Ladiesに加入。2005年から2009年には全日本女子フットサル選手権大会で5連覇を飾っている。
2011年にはスペインのアトレティコ・マドリードに移籍。アトレティコはスペイン代表4人や元ブラジル代表などが所属していた強豪だった。スペインリーグでは優勝、スペインカップでは準優勝し、マドリード連盟カップでも優勝した。
2012年にはラ・リオハ州ログローニョに本拠地を置くFSリオハに移籍。2013-14シーズンのFSリオハは16チーム中6位。自身は18得点を挙げてチーム内得点王となった。2014年9月にはガリシア州ルーゴ県ブレーラに本拠地を置くCDブレーラFSに移籍。CDブレーラFSは2013-14シーズンに2位となった強豪であり、男子・女子ともにスペイン1部にチームを持つクラブでもある。
2017年にはマドリードに近いFSモストレスに移籍した。
2021年8月6日、日本女子フットサルリーグ所属の立川・府中アスレティックFCレディースへの加入が発表された。

### 日本代表
2007年には日本サッカー協会がフットサル日本女子代表を創設し、中島も同年に初選出された。2007年と2009年にはアジアインドアゲームズで優勝（2011年大会はアジアインドアゲームズそのものが中止）。2009年大会では決勝のヨルダン戦で先制点を含む2得点など、4試合で6得点を挙げる活躍を見せた。
2010年には第1回世界女子フットサルトーナメントに出場し、2得点でチーム内得点王となった。
2013年には名称が変更されたアジアインドア・マーシャルアーツゲームズで優勝し、女子フットサル界アジア唯一の公式大会で2007年大会から3連覇を達成した。2013年には日本代表主将に就任し、2013年5月には日本代表が結成以来日本国内で初めての試合（Fリーグ女子選抜戦）をおこなった。
2014年12月には第5回世界女子フットサルトーナメントに出場し、7ヶ国中6位で大会を終えたものの、女子4強の一角であるロシアに初めて勝利した。2015年9月にはスペインスーパーカップで優勝した。2015年にはアジアサッカー連盟がAFC女子フットサル選手権を創設し、9月に第1回大会が行われる。

## 所属クラブ
サッカー
- ヴェルディ・サッカースクール
- 長峰FC
- 17多摩
- Socios FC
- 慶應義塾大学サッカー部女子

フットサル
- 2000-2011 FUN Ladies/FUNフットサルクラブLadies
- 2011-2012  アトレティコ・マドリード
- 2012-2014  FSリオハ
- 2014-2017  CDブレーラFS
- 2017-2020  FSモストレス
- 2121-立川・府中アスレティックFCレディース

## タイトル
FUNフットサルクラブLadies
- 全日本女子フットサル選手権大会 : 2005, 2006, 2007, 2008, 2009
- 全国施設選抜レディースフットサル大会 : 2005, 2007, 2009, 2010, 2011
- 関東女子フットサルプレリーグ : 2008, 2009
- 関東女子フットサルリーグ : 2010

アトレティコ・マドリード
- スペインリーグ : 2011-12
- マドリード連盟カップ : 2011-12

CDブレーラFS
- ガリシア州カップ[9]
- スペインスーパーカップ : 2015[9]

フットサル日本女子代表
- アジアインドアゲームズ : 2007, 2009
- アジアインドア・マーシャルアーツゲームズ : 2013

## 代表歴
- フットサル日本女子代表
  - アジアインドアゲームズ : 2007, 2009, 2013
  - 世界女子フットサルトーナメント : 2010, 2011, 2012, 2013, 2014